# Gornja Puharska
Gornja Puharska (szerbül: Горња Пухарска), falu Bosznia-Hercegovinában, Bosanska krajina területén, Prijedor községben, a Szerb Köztársaságban. 

## Fekvése
Bosznia-Hercegovina északnyugati részén, Banja Lukától légvonalban 44, közúton 56 km-re északnyugatra, községközpontjától légvonalban és közúton 2 km-re északra, 160 – 170 méteres tengerszint feletti magasságban fekszik. 

## Népessége
| Nemzetiségi csoport | Népesség 1991 | Népesség 2013 |
| ------------------- | ------------- | ------------- |
| Szerb               | 63            | 98            |
| Bosnyák             | 487           | 232           |
| Horvát              | 37            | 11            |
| Jugoszláv           | 12            | 2             |
| Egyéb               | 16            | 19            |
| Összesen            | 615           | 362           |

## Története
A település 1878-ig tartozott az Oszmán Birodalomhoz, ekkor a berlini kongresszus határozata alapján az Osztrák-Magyar Monarchia része lett. 1910-ben Puharska községben 64 háztartást 56 ortodox szerb, 272 muszlim, 54 katolikus és 2 görög katolikus lakost találtak. A monarchia szétesésével 1918-ban előbb a Szerb-Horvát-Szlovén Királyság, majd 1929-től a Jugoszláv Királyság része. 1921-ben a községnek 71 háztartása és 394 lakosa volt. Jugoszlávia megszállása után a falu a Független Horvát Állam (NDH) része lett. 
1945-től a település a szocialista Jugoszlávia része volt. A boszniai háború idején a település a Boszniai Szerb Köztársasághoz tartozott. 1992 július közepén Gornja Puharska lakosságát elűzték otthonaikból, az atrocitások néhány esetben kivégzésekbe torkolltak. A mecsetet lerombolták, de más falvak sorsával ellentétben aránylag kevés lakóház pusztult el. A daytoni békeszerződést követő területfelosztásnál a település Prijedor község részeként a Szerb Köztársaság területéhez került. 

## Nevezetességei
A Gornja Puharska-i mecset 1969-ben épült. 1992-ben a szerb fegyveresek lerombolták, sokáig rom volt, a teteje beomlott, berendezése elpusztult. A mecset minaretje a robbanás következtében a mecsetre zuhant, összetörve a mecset bejárati homlokzatát. A mecset négy körítőfala közül csak egy maradt állva. A romok instabilok voltak, és a mecset maradványait 2001-ben elbontották. Megkezdődött az újjáépítés előkészítése.